# Thelotrema exsertum
Thelotrema exsertum är en lavart som först beskrevs av James Stirton och som fick sitt nu gällande namn av Alexander Zahlbruckner 1923. 
Thelotrema exsertum ingår i släktet Thelotrema och familjen Thelotremataceae. Inga underarter finns listade i Catalogue of Life.